# Morelábor
Morelábor là một đô thị ở tỉnh Granada, cộng đồng tự trị Andalusia, Tây Ban Nha. Theo điều tra dân số 2010 của Viện thống kê Tây Ban Nha (INE), đô thị này có dân số là 737 người. Diện tích đô thị này là 38,56 ki-lô-mét vuông. Đô thị này nằm ở độ cao 1090 m trên mực nước biển. Các đô thị giáp ranh: Gobernador, Pedro Martínez, Huélago, Darro và Píñar. 